# Dominican University of California
De Dominican University of California is een particuliere, gemengde universiteit in San Rafael, in de Amerikaanse staat Californië. De universiteit heeft een katholieke traditie en werd in 1890 opgericht als Dominican College. Daarmee is het een van de oudste instellingen voor hoger onderwijs in Californië.
De universiteit heeft vier faculteiten, schools genaamd, en biedt zowel bachelor- als masterdiploma's aan, alsook lerarencertificaten en bachelorprogramma's voor volwassenen. In het academiejaar 2011-2012 waren er zo'n 2.200 studenten ingeschreven aan de Dominican University.